# 最动听的事
《最动听的事》（英語：I Hear You），2019年中国偶像剧。本剧改编自师小札的同名小说，由王以纶、赵露思领衔主演，优酷视频、芒果TV于2019年1月28日首播。

## 播出时间
| 频道     | 所在地   | 播映日期      | 播出时间 | 备注 |
| -------- | -------- | ------------- | -------- | ---- |
| 优酷视频 | 中国大陆 | 2019年1月28日 |          |      |
| 芒果TV   | 中国大陆 | 2019年1月28日 |          |      |

## 演员列表

### 主要演员
| 演員   | 角色   | 介紹 |
| 王以纶 | 叶抒微 | 製琴师 27歲，身高1米87，義大利留學歸國的小提琴製作師。因與外甥打賭認輸而同意參與節目錄製。 貝耳朵對其暱稱：葉桑（道歉尊稱）。 音乐才子，出身音乐世家的高冷王子。 與贝耳朵初識於網絡直播秀《戀愛ing》真人秀第一季節目播映前二日。                                   |
| 赵露思 | 贝耳朵 | 女配音师 23歲，身高1米52，自己號稱「戀愛界的王語嫣」，自詡性感、高貴、可愛。 為攢錢至日本聲優學校求學而同意參與節目錄製。 身材嬌小，长相清純甜美，是一个声线多变的女孩，立志於卡通動畫的配音工作。 與叶抒微初識於網絡直播秀《戀愛ing》真人秀第一季節目播映前二日。 |

### 其他演员
| 演員   | 角色             | 介紹 |
| 戴卓凝 | 唐栗（艾莉西亞） | 《方糖娛樂傳媒》公司總監兼製片 貝耳朵的閨蜜，貝耳朵對其暱稱：栗子、栗子醬、臭栗子、糖炒栗子。我家糖炒大栗子。 《戀愛ing》真人秀第一季節目製作人，在讀書時期一直喜歡郁升學長，畢業後一起創業，目標打造原創節目，後因第二季節目理念不同而辭職，在新工作中認識了來自義大利的製琴師，在他多次的追求下答應他的求婚。 |
| 袁昊   | 郁升             | 《方糖娛樂傳媒》公司老闆 葉抒微的外甥（葉抒微是其小舅舅），《戀愛ing》真人秀節目製片公司的老闆，對唐栗喜歡他，一直未有正面回應，最後在唐栗的結婚典禮上祝福她。 |
| 龍馨悅 | 邢真（凱蒂）     | 《方糖娛樂傳媒》公司製片助理 《戀愛ing》真人秀節目製作公司新進員工，一直在郁升身邊希望能和他有更進一步的發展。 |
| 张炯敏 | 乐天             | 貝耳朵日語學校的同學 乐天對其暱稱：小貝老師。 喜歡貝耳朵，默默付出、守護著貝耳朵，為了有機會多跟貝耳朵接觸，而成為他的學生，讓貝耳朵教他日語。 |
| 赵轩俪 | 张逸露           | 直播網紅 貝耳朵對其暱稱：露露。網絡《草莓網》直播網紅（實際為其幕後老闆的女兒）。 貝耳朵高中同學，兩人私下交情不深，但露露卻經常明裡、暗裡的譏諷、抹黑陷害貝耳朵。 霍小桐的好姊妹， |
| 王晟云 | 何楊             | 制琴師 葉抒微工作室的助理， |
| 李洁   | 高顯音           | 葉抒微的師弟，霍小桐的男友。 |
| 宋嘉   | 霍小桐           | 高顯音的女友。 |
| 傅傳杰 | 葉父             | 葉抒微的爸爸，86歲，與葉抒微媽媽相差36歲。 |
| 胡彩虹 | 葉母             | 葉抒微的媽媽，在遇到葉抒微爸爸之前是小提琴家。 |

## 网络剧原声带
| 曲序 | 曲目                 |      | 作曲 | 演唱 |
| ---- | -------------------- | ---- | ---- | ---- |
| 1.   | 最动听的事（主题曲） | 田亮 | 田亮 | 于勃 |